# Querosè
El querosè és un hidrocarbur líquid inflamable i incolor, utilitzat sobretot com a combustible per avions de reacció. Descobert per primera vegada pel polonès Ignacy Łukasiewicz, qui fou el primer a comercialitzar-lo.

## Destil·lació
S'obté a partir de la destil·lació fraccionada del petroli a 150 °C i a 275 °C (en un rang de cadenes de carboni de C12 a C15).
El querosè destil·lat directament de petroli cru necessita algun tipus de tractament per a reduir el seu contingut de sulfur i la seva corrosió. El querosè també es pot obtenir amb el procés de trencament molecular, convertint les molècules orgàniques complexes dels hidrocarburs pesats en molècules més simples per obtenir hidrocarburs lleugers, com en aquest cas el querosè.

## Història
Al voltant de l'any 850 el Califat abasí va presentar una làmpada d'oli refinat, o querosè, fabricat a partir de petroli cru per destil·lació, amb el nom Nafta Abyad ("naftac nafta"), que es va realitzar utilitzant un aparell anomenat al-inbiq, origen de la paraula alambí. En el seu Kitab al-Asrar (Llibre dels Secrets), el metge i químic ar-Razí (Rhazes) descriu dos mètodes per a la producció de querosè. Un dels mètodes involucrats utilitzant argila com absorbent, mentre que l'altre mètode que involucrava l'ús de clorur d'amoni (sal d'amoníac). El procés de destil·lació es repetia fins que el producte final era molt clar i "segur a l'encesa", és a dir, les fraccions d'hidrocarburs volàtils havien estat eliminades. També es va produir querosè en el mateix període a partir d'esquist bituminós i asfalt per l'escalfament de la roca i destil·lant a continuació l'extracte obtingut.
El 1846 el geòleg canadenc Abraham Gesner va fer una demostració pública a Charlottetown, Illa del Príncep Eduard d'un nou procés que ell havia descobert. S'escalfava el carbó en una retorta i obtenia com a destil·lat un líquid clar i lleuger que resultava ser un excel·lent combustible per a làmpades. Ell va encunyar el nom de "Kerosene" per al seu combustible, una contracció de keroselaion, és a dir, cera de petroli. El cost d'extreure el querosè a partir del carbó, però era alt. Afortunadament, Gesner va recordar del seu ampli coneixement de la geologia de Nova Brunswick l'existència d'un asfalt natural anomenat albertite. No obstant això, el seu ús va ser bloquejat per la companyia New Brunswick coal conglomerate que tenia els drets d'extracció de carbó de la província i amb la que va perdre una demanda als tribunals quan els perits de la companyia van al·legar que l'albertite era en realitat una forma de carbó. Gesner posteriorment es va traslladar a Newton Creek, Long Island, EUA, el 1854, on va obtenir el suport d'un grup d'empresaris. Ells van formar l'Amèrica del Nord Gas Light Company, a la qual va cedir les seves patents. Tot i la seva clara prioritat en el descobriment, Gesner no va obtenir la seva primera patent per al querosè fins al 1854, dos anys després de la patent nord-americana de James Young. El mètode Gesner de purificació de la destil·lació de productes sembla haver estat superior a la de Young, cosa que resulta en una millor i més neta de combustible d'olor. La fabricació de querosè en el marc de les patents Gesner va començar a Nova York el 1854 i més tard a Boston, que es destil·la a partir d'hulla i de pissarra bituminosa.
El 1848 el químic escocès James Young va experimentar com a font d'oli lubrificant i combustible d'enllumenat amb el petroli que es filtrava en una mina de carbó. Quan la filtració es va exhaurir va experimentar amb la destil lació seca del carbó, especialment el carbó resinós "Boghead coal" (Torbanita). S'extreu una quantitat de líquids a partir d'ell, un dels quals va denominar "paraffin petroli" perquè a baixes temperatures es congela en una substància semblant a la cera. Young va treure una patent per al seu procés i els productes obtinguts en 1850, i va construir la primera indústria del petroli que funcionava comercialment en el món a Bathgate el 1851, utilitzant l'oli extret de les productes de les mines locals Torbanite, pissarra, i el carbó bituminós. El 1852 va treure una patent als EUA per a la mateixa invenció. Aquestes patents van ser posteriorment confirmades en els dos països en una sèrie de demandes i altres productors es van veure obligats a pagar drets d'ús de patent.
El 1851 Samuel Kier Martin va començar a vendre el querosè per als miners locals, sota el nom de "Oli de carbó". El va destil·lar en un procés de la seva pròpia invenció a partir de petroli cru. També va inventar una làmpada nova per cremar el seu producte. Ha estat anomenat l'Avi de la Indústria del Petroli d'Amèrica pels historiadors. Des de la dècada de 1840, Els pous de sal de Kier s'estaven embrutant amb petroli. Primerament Kier simplement tirava l'oli inútil al proper Canal Central de Pennsilvània, però més tard va començar a experimentar amb diversos destil·lats de petroli cru, juntament amb un químic de l'Est de Pennsilvània.
Ignacy Lukasiewicz, un farmacèutic polonès resident a Lvov havia estat experimentant amb diferents tècniques la destil·lació del querosè, tractant de millorar el procés de Gesner i utilitzant filtracions locals de petroli. Molta gent sabia de la seva feina però no li prestaven molta atenció. A la nit del 31 de juliol de 1853, els metges de l'hospital local necessitaven dur a terme una operació d'emergència, pràcticament impossible a la llum de les espelmes. Per això va enviar un missatger per Lukasiewicz i les seves noves làmpades. La làmpada cremava de manera tan brillant i neta que l'hospital va ordenar diversos exemplars a més d'una gran quantitat de combustible. Lukasiewicz s'adonà del potencial del seu treball i va deixar la farmàcia per trobar un soci industrial i va viatjar a Viena per registrar la seva tècnica amb el govern. Lukasiewicz es va traslladar a la regió de Gorlice (Polònia) el 1854, va fer cavar diversos pous al sud de Polònia durant la dècada següent i va crear una refineria a prop de Jasło el 1859.
La disponibilitat generalitzada de querosè barat és el principal factor en l'abrupta caiguda en la indústria de la caça de balenes a finals del segle xix, ja que el principal producte d'aquesta caça era l'oli per làmpades.

## Propietats i graus
El querosè és un líquid clar de viscositat baixa, format amb hidrocarburs obtinguts mitjançant la destil·lació fraccionada de petroli entre 150 i 275°C, el que resulta una barreja amb una densitat de 0.78–0.81 g/cm3. És miscible en solvents de petroli però és immiscible en aigua. Es compon de molècules d'hidrocarbur que en general contenen entre 6 i 20 àtoms de carboni per molècula, predominantment contenint 9 a 16 àtoms de carboni.
Independentment de la font de petroli cru o l'historial de processament, els principals components del querosè són alcà de cadena lineal i ramificada (cadenes d'hidrocarburs) i naftè (cicloalcans), que normalment representen almenys el 70% per volum. Els hidrocarburs aromàtics com ara alquilbenzè (anell simple) i alquilnaftalens (anell doble), normalment no superen el 25% per volum dels corrents de querosè. Les olefines no solen ser presents en més del 5% en volum.
La calor de combustió del querosè és similar al del gasoil; el seu valor calorífic inferior és de 43,1 MJ/kg (al voltant de 18.500 Btu/lb), i el seu valor calorífic superior és de 46,2 MJ/kg.
L'especificació estàndard d'ASTM International D-3699-19 reconeix dos graus de querosè: els graus 1-K (menys del 0,04% de sofre en pes) i 2K (0,3% de sofre en pes). El querosè de grau 1-K es crema de forma més neta, amb menys dipòsits, menys toxines i un manteniment menys freqüent que el querosè de grau 2-K, i és el grau de querosè preferit per als escalfadors i les estufes de querosè d'interior.
Al Regne Unit, es defineixen dos graus d'oli de calefacció. El BS 2869 Classe C1 és el grau més lleuger que s'utilitza per a llanternes, estufes de càmping, escalfadors de metxa i es barreja amb benzina en alguns motors de combustió interna antics com a substitut de l'oli de vaporització per a tractor. El BS 2869 Classe C2 és un destil·lat més pesat, que s'utilitza com a oli de calefacció domèstic. El querosè prèmium sol vendre's en envasos de 5 o 20 litres en ferreteries, tendes de campisme i de jardineria, i sovint es tenyeix de color morat. El querosè estàndard sol dispensar-se a granel en un camió cisterna i no està tenyit.
Les normes nacionals i internacionals defineixen les propietats de diversos graus de querosè utilitzats per a combustible per a avions. Les propietats del punt d'inflamació i de congelació són especialment interessants per al funcionament i la seguretat; les normes també defineixen els additius per al control de l'electricitat estàtica i altres fins.

### Punts de fusió, congelació i inflamació
El querosè es fon al voltant de la temperatura ambient: 25 °C (77 °F). El punt d'inflamació del querosè està entre 37 °C (99 °F) i 65 °C (149 °F), i la seva temperatura d'autoignició és de 220 °C (428 °F). El punt de congelació del querosè depèn del grau, amb el combustible d'aviació comercial estandarditzat a −47 °C (−53 °F).
El querosè de grau 1-K es congela al voltant de -40 °C (-40 °F, 233 K).

## Toxicitat
La Organització Mundial de la Salut considera el querosè com un combustible contaminant i recomana que "els governs i metges aturin immediatament la promoció del seu ús a llars". El fum de querosè conté alts nivells de partícules en suspensió perjudicials, per la qual cosa el seu ús a llars està associat amb alts riscos de càncer, infeccions respiratòries, asma, tuberculosi, cataracta i avortaments espontanis.
La ingestió de querosè és perjudicial. De vegades es recomana el querosè com a remei popular per eliminar els polls del cap, però les agències sanitàries adverteixen no emprar-ho perquè pot causar cremades i malalties greus. L'ús del querosè com a xampú pot ser fatal fins i tot si s'inhalen els vapors.
Les persones poden exposar-se al querosè als seus llocs de treball inhalant-lo, ingerint-lo i per contacte amb la pell i els ulls. L'Institut Nacional per a la Seguretat i Salut Ocupacional dels Estats Units ha fixat un límit d'exposició recomanat de 100 mg/m³ en una jornada de 8 hores.

## Usos
Antigament, el querosè s'utilitzava comunament per a il·luminar llànties d'ús domèstic. Avui en dia, però, el querosè és utilitzat principalment com a carburant per avions de reacció (jets), més tècnicament les variants Avtur, Jet-A, Jet-A1, Jet-B, JP-4, JP-5 o JP-8. La forma de querosè RP-1, activada amb oxigen líquid, s'utilitza com a combustible per a coets.
El querosè s'utilitza també com a dissolvent orgànic, i per eliminar dels cabells algun tipus d'insecte paràsit, però aquest procediment pot ésser perjudicial per a la pell.
L'ús del querosè com a combustible per cuinar encara és utilitzat avui en dia en països en vies de desenvolupament. Aquest és menys refinat i conté moltes impureses.

## Dades econòmiques
Com qualsevol altre carburant derivat del petroli, el preu d'aquest dependrà de diversos factors, com el cost del barril de cru, el cost de destil·lació i distribució i el gravamen d'impostos.
A la Unió Europea s'estableix un impost especial que grava el querosè igual que la resta d'hidrocarburs com la benzina d'automoció, el gasoil, el fueloil o el metà.
Els impostos especials per a hidrocarburs s'estableixen per les directives 92/81/CEE i 92/82/CEE de la Unió Europea.